# Monumentul funerar al Domniței Bălașa
Monumentul funerar al Domniței Bălașa este opera sculptorului român Ion Georgescu (1856 - 1898).
Domnița Bălașa (1693-1752) a fost a șasea fiică a domnitorului Constantin Brâncoveanu. Mormântul ei se află în Biserica Domnița Bălașa, între pronaos și naos, pe partea dreaptă, înfrumusețat cu un impunător monument funerar intitulat „Întristarea”, realizat în marmură de sculptorul Ion Georgescu în anul 1884.
Lucrarea este înscrisă în Lista monumentelor istorice 2010 - Municipiul București - la nr. crt. 2435, cod LMI B-IV-m-B-20115.
Monumentul este amplasat în Biserica Domnița Bălașa de pe Strada Sfinții Apostoli nr. 60, sector 5.